# Lamyctes orthodox
Lamyctes orthodox är en mångfotingart som beskrevs av Chamberlin 1951. Lamyctes orthodox ingår i släktet Lamyctes och familjen fåögonkrypare.
Artens utbredningsområde är:
- Angola.
- Gabon.

Inga underarter finns listade i Catalogue of Life.